# Йозеф-Франц Еккінгер
Йозеф-Франц Еккінгер (нім. Josef-Franz Eckinger; 17 грудня 1904, Штайр, Австро-Угорщина — 17 жовтня 1941, РРФСР) — австрійський і німецький офіцер, доктор права, оберст-лейтенант вермахту. Кавалер Лицарського хреста Залізного хреста з дубовим листям.

## Біографія
В 1924 році вступив на службу в драгунський полк австрійської армії. Після аншлюсу переведений у вермахт, командир 8-ї роти 1-го стрілецького полку. У складі 1-ї танкової дивізії брав участь у Польській кампанії. З травня 1940 року — командир 2-го батальйону свого полку, з яким брав участь у Французькій кампанії і боях на радянсько-німецькому фронті. З 1 вересня 1941 року — командир 1-го батальйону 113-го мотопіхотного полку 1-ї танкової дивізії. Учасник боїв під Ленінградом і Москвою, а потім на Волзі. Загинув у бою.

## Звання
- Солдат (1924)
- Єфрейтор (1926)
- Лейтенант (1929)
- Оберлейтенант (1933)
- Гауптман (1936)
- Майор (1941)
- Оберстлейтенант (1941; посмертно)

## Нагороди
- Залізний хрест
  - 2-го класу (26 травня 1940)
  - 1-го класу (13 червня 1940)
- Штурмовий піхотний знак в сріблі
- Нагрудний знак «За поранення» в сріблі
- Лицарський хрест Залізного хреста з дубовим листям
  - лицарський хрест (17 березня 1941)
  - дубове листя (№ 48; 31 грудня 1941) — нагороджений посмертно.
- Почесна застібка на орденську стрічку для Сухопутних військ (20 вересня 1941)
- Медаль «За зимову кампанію на Сході 1941/42» (1942) — нагороджений посмертно.